# Die Arche

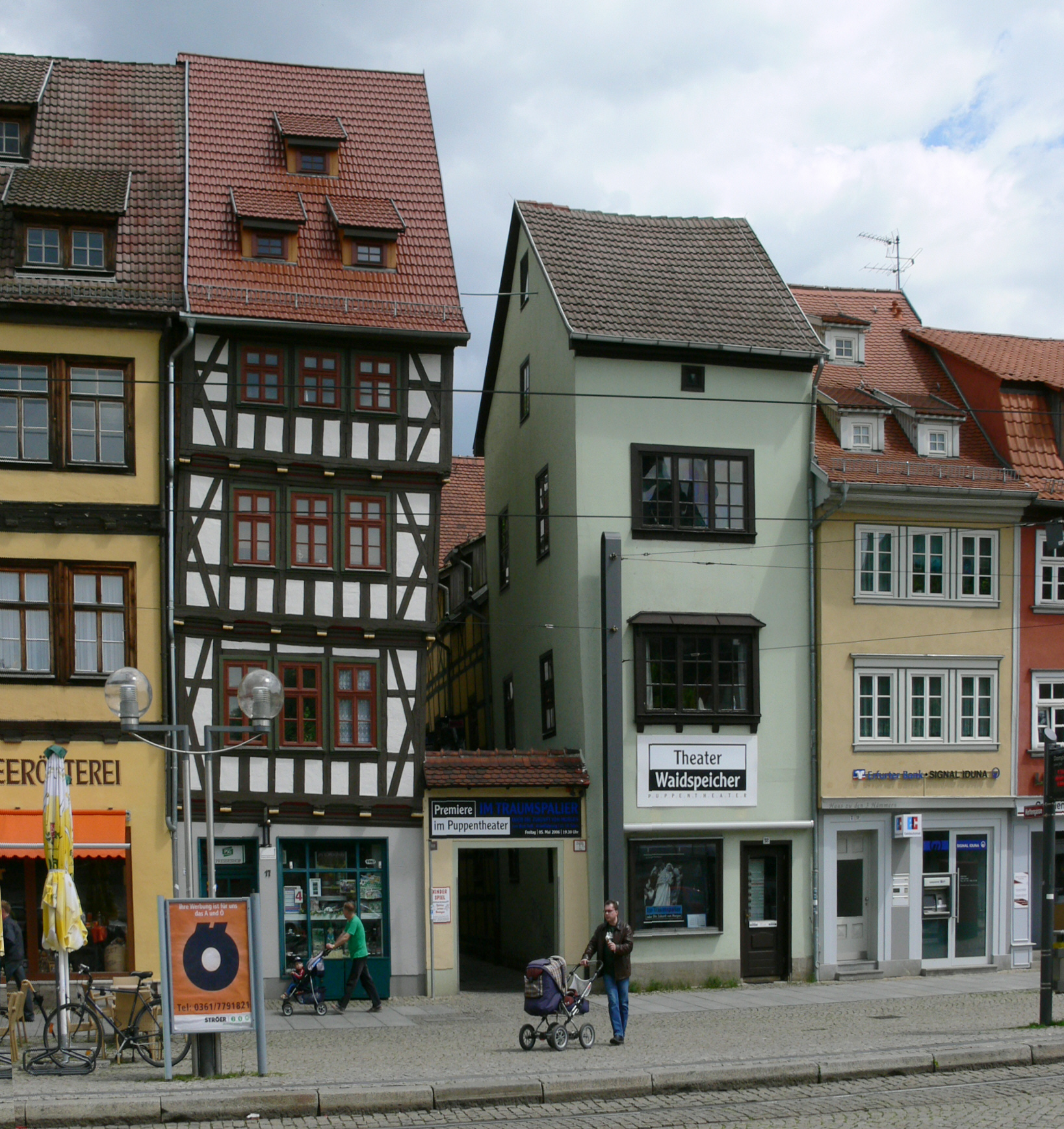
Theater Waidspeicher

Durynské satirické divadlo a kabaret Die Arche (česky archa) bylo založeno v roce 1979 v Erfurtu. Působiště, které sdílí s proslulým loutkovým divadlem, má v erfurtském Theater Waidspeicher, bývalém skladišti na boryt barvířský.
Obchodní vedoucí, intendantkou a jednou z účinkujících kabaretu Die Arche je od roku 1996 Gisela Brand. Dalšími členy kabaretu jsou mimo jiné Ulf Annel, Andreas Pflug, muzikant Wolfgang Wollschläger (hudební vedoucí, klávesové nástroje) Christian Wiedenhövt (kytara, členem od založení v roce 1979) a Burkhard Wieditz (bicí).